# Prakash Nath
Prakash Nath (* 1920 in Lahore; † 2009 in Delhi) war ein indischer Badmintonspieler.

## Karriere
Prakash Nath gewann 1942 seine ersten nationalen Titel in Indien. Weitere Siege folgten 1944, 1945 und 1946. 1947 stand er als erster indischer Badmintonspieler im Finale der All England, unterlag dort jedoch gegen Conny Jepsen aus Dänemark.

## Sportliche Erfolge
| Saison | Veranstaltung                 | Disziplin    | Platz | Name                          |
| ------ | ----------------------------- | ------------ | ----- | ----------------------------- |
| 1942   | Indien: Einzelmeisterschaften | Herreneinzel | 1     | Prakash Nath                  |
| 1942   | Indien: Einzelmeisterschaften | Herrendoppel | 1     | Ashok Nath / Prakash Nath     |
| 1944   | Indien: Einzelmeisterschaften | Mixed        | 1     | Prakash Nath / Sunder Deodhar |
| 1945   | Indien: Einzelmeisterschaften | Mixed        | 1     | Prakash Nath / Sunder Deodhar |
| 1945   | Indien: Einzelmeisterschaften | Herreneinzel | 1     | Prakash Nath                  |
| 1946   | Indien: Einzelmeisterschaften | Herrendoppel | 1     | Ashok Nath / Prakash Nath     |
| 1947   | All England                   | Herreneinzel | 2     | Prakash Nath                  |